# Hoptille (Amsterdam)

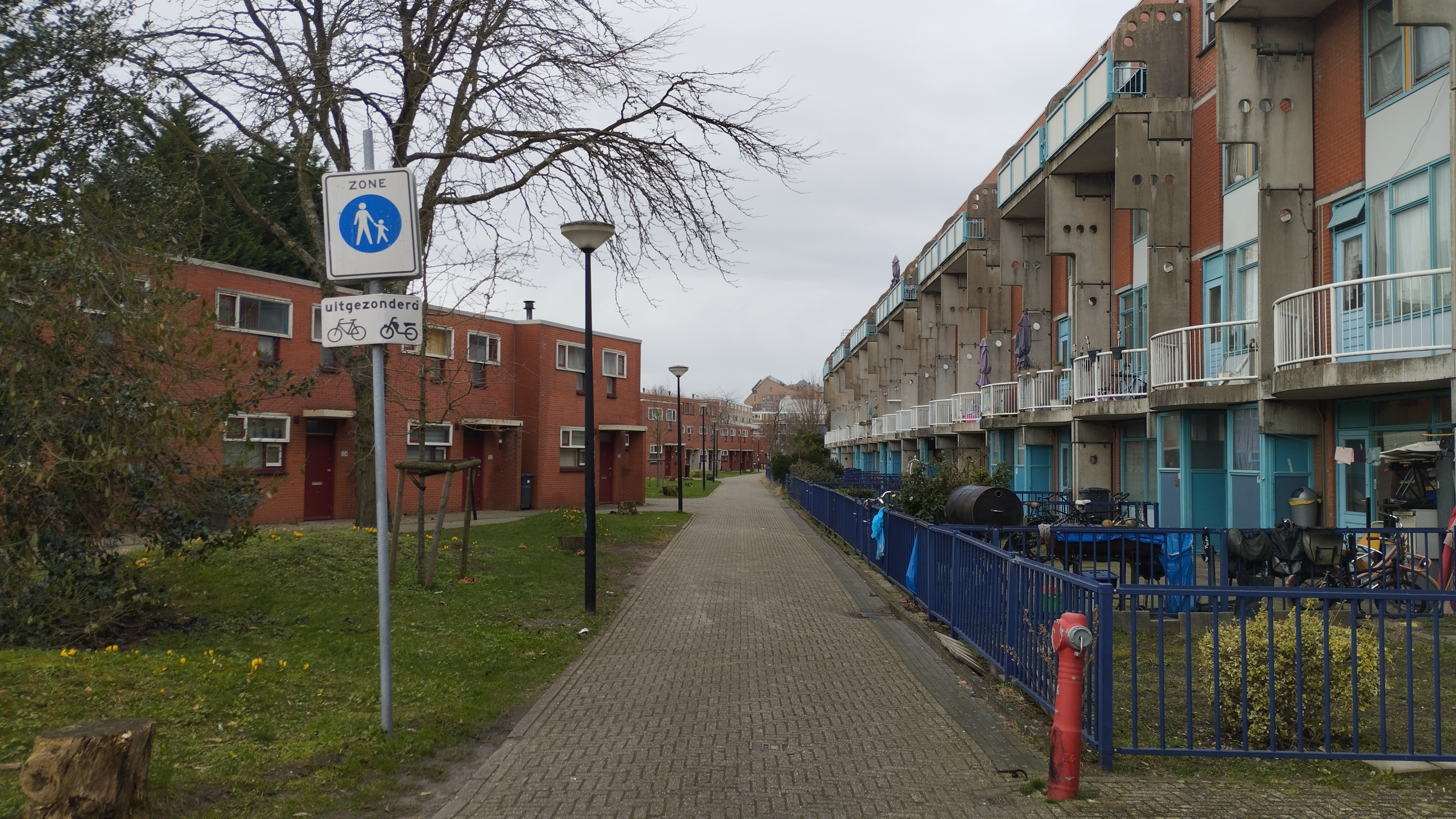
Rechts middelhoogbouw en links laagbouw.

Hoptille is een woonbuurt in de H-buurt van Amsterdam Zuidoost, gelegen tussen de Amsterdamse Poort / Haardstee en Heesterveld ten oosten van de spoorlijn naar Utrecht op loopafstand van station Bijlmer ArenA en metrostation Bullewijk. De wijk werd in 1981 opgeleverd en telt 333 woningen. Het is een voorbeeld van postmoderne architectuur en een reactie op de grootschalige hoogbouw van de oorspronkelijke Bijlmermeer.

## Geschiedenis
Hoptille werd ontworpen door de architecten Kees Rijnboutt en Pi de Bruijn, in opdracht van het Amsterdamse Woningbedrijf. Het project was bedoeld als een 'correctie' op de dominante hoogbouw in de Bijlmermeer. In plaats van de voorgeschreven tien verdiepingen, werd gekozen voor een 300 meter lange wand van vijf verdiepingen met daarachter kleinschalige laagbouw. Deze opzet haalde dezelfde dichtheid als de oorspronkelijk geplande flats, maar bood een menselijker schaal en meer variatie in woningtypen.

## Ontwikkeling
De architectuur van Hoptille kenmerkt zich door expressieve vormen, felle kleuren en archetypische elementen zoals poorten, timpaan en bogen. De balkons zijn voorzien van betonplaten met ronde gaten, die verwijzen naar de draaischijf van een telefoon. Hoewel latere renovaties sommige van deze kenmerken hebben aangepast, blijft het ontwerp een voorbeeld van postmoderne architectuur.

### Sociale Samenstelling en Gemeenschapsinitiatieven
Bij de ontwikkeling van Hoptille werd geëxperimenteerd met een diverse mix van bewoners, waaronder studenten, ex-psychiatrische patiënten, kunstenaars en andere nichegroepen binnen de sociale huursector. Dit was in lijn met het beleid van de toenmalige wethouder Jan Schaefer, die streefde naar een inclusieve samenleving.
In de loop der jaren zijn er verschillende gemeenschapsinitiatieven ontstaan in Hoptille. Zo is er op nummer 183 een buurtwerkkamer genaamd 'de Handreiking', waar bewoners samenwerken aan sociale projecten en welzijnsactiviteiten. Daarnaast zijn er participatieprojecten opgezet om de sociale cohesie en veiligheid in de buurt te verbeteren.

### Huidige Ontwikkelingen en Toekomstplannen
Ondanks eerdere renovaties kampt Hoptille nog steeds met problemen zoals lekkages, tocht en kou. Woningcorporatie Ymere overweegt daarom de middelhoogbouw te vernieuwen of te slopen en op deze plek nieuwe woningen te bouwen. Over de laagbouw is nog geen besluit genomen. De werkzaamheden beginnen pas als er overeenstemming is met de bewoners over verhuizing naar nieuwe woningen.

### Demografie en Woningmarkt
Hoptille heeft ongeveer 1.950 inwoners. De leeftijdsopbouw is relatief jong, met een hoog percentage bewoners tussen de 15 en 44 jaar. Ongeveer 70% van de huishoudens bestaat uit alleenstaanden. De gemiddelde vraagprijs voor een woning in Hoptille bedraagt €275.000, met een gemiddelde prijs per vierkante meter van €4.168.

## Voorzieningen
- Paramedische praktijk
- Religieuze plekken
- Sociale buurtwerkzaken
- Voorzieningen voor kinderen zoals een speeltuin

## Naam
Hoptille is vernoemd naar een boerderij en brug in de omgeving van Jorwerd in Friesland, op hun beurt vernoemd naar de buurtschap Hoptille.